# Liste der Stolpersteine in Hattersheim am Main
In der Liste der Stolpersteine in Hattersheim am Main werden jene Gedenksteine aufgeführt, die im Rahmen des Projektes Stolpersteine des Künstlers Gunter Demnig auf dem Gebiet der Stadt Hattersheim am Main verlegt wurden.

## Eddersheim
| Adresse               | Name              | Inschrift | Verlegedatum | Bild | Anmerkung |
| --------------------- | ----------------- | --- | ------------ | ---- | --------- |
| Bahnhofstraße 7 Lage  | Julius Klein      | Hier wohnte Julius Klein Jg. 1872 deportiert 1941 Lodz ermordet 19.4.1942                                                                                | 9. Nov. 2010 |      |           |
| Bahnhofstraße 7 Lage  | Rosa Klein        | Hier wohnte Rosa Klein Geb. Stern Jg. 1874 deportiert 1941 Lodz Ermordet 19.4.1942                                                                       | 9. Nov. 2010 |      |           |
| Bahnhofstraße 7 Lage  | Alice Frohwein    | Hier wohnte Alice Frohwein Geb. Klein Jg. 1904 Flucht 1938 Belgien Überlebt                                                                              | 9. Nov. 2010 |      |           |
| Bahnhofstraße 7 Lage  | Ludwig Frohwein   | Hier wohnte Ludwig Frohwein Jg. 1897 Mehrmals Verhaftet Flucht 1938 Belgien verhaftet 1940 deportiert 1942 Auschwitz ermordet                            | 9. Nov. 2010 |      |           |
| Bahnhofstraße 7 Lage  | Lea Frohwein      | Hier wohnte Lea Frohwein Jg. 1930 Flucht 1938 Belgien Tot 21.4.1943                                                                                      | 9. Nov. 2010 |      |           |
| Bahnhofstraße 7 Lage  | Arnold Frohwein   | Hier wohnte Arnold Frohwein Jg. 1935 Flucht 1938 Belgien Überlebt                                                                                        | 9. Nov. 2010 |      |           |
| Bahnhofstraße 50 Lage | Anna Luise Eigner | Hier wohnte Anna Luise Eigner Jg. 1902 eingewiesen Heilanstalt Hadamar 1939 Heilanstalt Herborn 'verlegt' 28.5.1941 Hadamar ermordet 28.5.1941 Aktion T4 | 16. Mai 2015 |      |           |
| Fischergasse 11 Lage  | Johanette Klein   | Hier wohnte Johanette Klein Jg. 1861 deportiert 1942 Theresienstadt tot 21.9.1942                                                                        | 9. Nov. 2010 |      |           |
| Fischergasse 11 Lage  | Katharina Klein   | Hier wohnte Katharina Klein Jg. 1859 deportiert 1942 Theresienstadt ???                                                                                  | 9. Nov. 2010 |      |           |
| Neckarstraße 27 Lage  | Jakob Reuter      | Hier wohnte Jakob Reuter Jg. 1904 eingewiesen Heilanstalt Weilmünster ermordet 2.8.1941                                                                  | 16. Mai 2015 |      |           |
| Propsteistraße 3 Lage | Max Hubert        | Hier wohnte Max Hubert Jg. 1874 deportiert 1942 Theresienstadt tot 23.3.1944                                                                             | 9. Sep. 2010 |      |           |
| Propsteistraße 3 Lage | Rosa Hubert       | Hier wohnte Rosa Hubert geb. Klein Jg. 1870 deportiert 1942 Theresienstadt tot 31.12.1942                                                                | 9. Sep. 2010 |      |           |
| Propsteistraße 3 Lage | Klara Hermann     | Hier wohnte Klara Hermann geb. Hubert Jg. 1904 Flucht 1939 USA überlebt                                                                                  | 9. Sep. 2010 |      |           |
| Propsteistraße 3 Lage | Moritz Hubert     | Hier wohnte Moritz Hubert Jg. 1907 Flucht 1938 USA überlebt                                                                                              | 9. Sep. 2010 |      |           |
| Propsteistraße 6 Lage | Moritz Hahn       | Hier wohnte Moritz Hahn Jg. 1897 Flucht 1938 USA überlebt                                                                                                | 8. Nov. 2011 |      |           |
| Propsteistraße 6 Lage | Rosa Hahn         | Hier wohnte Rosa Hahn geb. Maier Jg. 1901 Flucht 1938 USA überlebt                                                                                       | 8. Nov. 2011 |      |           |
| Propsteistraße 6 Lage | Josef Fred Hahn   | Hier wohnte Josef Fred Hahn Jg. 1932 Flucht 1938 USA überlebt                                                                                            | 8. Nov. 2011 |      |           |
| Propsteistraße 6 Lage | Regina Hahn       | Hier wohnte Regina Hahn geb. Klein Jg. 1867 Opfer des Pogroms Heimatort verlassen 1938 Frankfurt tot 3.5.1942                                            | 8. Nov. 2011 |      |           |
| Propsteistraße 6 Lage | Martha Hahn       | Hier wohnte Martha Hahn Jg. 1893 deportiert 1942 Richtung Osten ???                                                                                      | 8. Nov. 2011 |      |           |

## Hattersheim
| Adresse                        | Name                       | Inschrift | Verlegedatum  | Bild | Anmerkung |
| ------------------------------ | -------------------------- | --- | ------------- | ---- | --------- |
| Frankfurter Straße 36 Lage     | Karl Grau                  | Hier wohnte Karl Grau Jg. 1885 im Widerstand verhaftet 1936 Hochverrat Strafgefängnis Diez entlassen 1941 tot an den Folgen 4.9.1943          | 29. Apr. 2013 |      |           |
| Hauptstraße 1a Standort        | Arthur Grünebaum           | Hier wohnte Arthur Grünebaum Jg. 1898 Flucht 1938 USA Überlebt                                                                                |               |      |           |
| Hauptstraße 1a Standort        | Hedwig Grünebaum           | Hier wohnte Hedwig Grünebaum Jg. 1903 Flucht 1938 USA Überlebt                                                                                |               |      |           |
| Hauptstraße 1a Standort        | Hans Joachim Grünebaum     | Hier wohnte Hans Joachim Grünebaum Jg. 1932 Flucht 1938 USA Überlebt                                                                          |               |      |           |
| Hauptstraße 19 Standort        | Erna Mitter                | Hier wohnte Erna Mitter Geb. Nassauer Jg. 1906 deportiert ermordet 1942 in Auschwitz                                                          |               |      |           |
| Mainzer Landstraße 52 Standort | Ludwig Nassauer            | Hier wohnte Ludwig Nassauer Jg. 1878 verhaftet 11.11.1938 Buchenwald Flucht 1939 Schweiz 1941 USA überlebt                                    | 9. Sep. 2010  |      |           |
| Mainzer Landstraße 52 Standort | Elisabeth Nassauer         | Hier wohnte Elisabeth Nassauer geb. Löb Jg. 1883 Flucht 1940 Schweiz 1941 USA überlebt                                                        | 9. Sep. 2010  |      |           |
| Mainzer Landstraße 52 Standort | Irma Simon                 | Hier wohnte Irma Simon geb. Nassauer Jg. 1915 Flucht USA überlebt                                                                             | 9. Sep. 2010  |      |           |
| Sarceller Straße 7 Standort    | Sophie Maas                | Hier wohnte Sophie Maas Geb. Dreyfuss Jg. 1874 deportiert 1943 ermordet 12.9.1943 Auschwitz                                                   |               |      |           |
| Sarceller Straße 7 Standort    | Heinrich Hauck             | Hier wohnte Heinrich Hauck Jg. 1897 Verhaftet 1935 'Hochverrat' Zuchthaus Freiendiez Flucht in den Tod 16.11.1937                             |               |      |           |
| Staufenstraße 16 Standort      | Theodor Grünebaum          | Hier wohnte Theodor Grünebaum Jg. 1865 deportiert 1942 Theresienstadt ermordet in Treblinka                                                   | 9. Sep. 2010  |      |           |
| Staufenstraße 16 Standort      | Mina Grünebaum             | Hier wohnte Mina Grünebaum geb. Krämer Jg. 1866 deportiert 1942 Theresienstadt ermordet in Treblinka                                          | 9. Sep. 2010  |      |           |
| Staufenstraße 16 Standort      | Hermann Heinrich Grünebaum | Hier wohnte Hermann Heinrich Grünebaum Jg. 1896 Flucht 1939 England überlebt                                                                  | 9. Sep. 2010  |      |           |
| Staufenstraße 16 Standort      | Else Grünebaum             | Hier wohnte Else Grünebaum geb. Hess Jg. 1905 Flucht 1939 England überlebt                                                                    | 9. Sep. 2010  |      |           |
| Staufenstraße 26 Standort      | Peter Nida                 | Hier wohnte Peter Nida Jg. 1884 SPD/Gewerkschaft seit 1933 mehrere Gefängnisstrafen zuletzt 1941 Strafgefängnis Diez 1944 Dachau tot 6.3.1945 | 29. Apr. 2013 |      |           |
| Untertorstraße 18 Standort     | Rosa Junker                | Hier wohnte Rosa Junker geb. Marx Jg. 1872 verhaftet 1943 Sammellager überlebt                                                                | 9. Sep. 2010  |      |           |
| Weingartenstraße 9 Standort    | Abraham Löwenstein         | Hier wohnte Abraham Löwenstein Jg. 1855 Flucht 1934 USA tot 9.12.1943                                                                         | 8. Mai 2012   |      |           |
| Weingartenstraße 9 Standort    | Adolf Löwenstein           | Hier wohnte Adolf Löwenstein Jg. 1892 Flucht 1934 USA überlebt                                                                                | 8. Mai 2012   |      |           |
| Weingartenstraße 9 Standort    | Lina Löwenstein            | Hier wohnte Lina Löwenstein Jg. 1894 Flucht 1934 USA überlebt                                                                                 | 8. Mai 2012   |      |           |
| Weingartenstraße 9 Standort    | Selma Löwenstein           | Hier wohnte Selma Löwenstein Jg. 1896 Flucht 1934 USA überlebt                                                                                | 8. Mai 2012   |      |           |

## Okriftel
| Adresse                       | Name                         | Inschrift | Verlegedatum  | Bild | Anmerkung |
| ----------------------------- | ---------------------------- | --- | ------------- | ---- | --------- |
| Alte Mainstraße 18 Standort   | Fanni Levi                   | Hier wohnte Fanni Levi geb. Reinheimer Jg. 1846 gedemütigt/entrechtet tot 4.2.1935                                                                                       | 8. Mai 2012   |      |           |
| Alte Mainstraße 18 Standort   | Sophie Weil                  | Hier wohnte Sophie Weil geb. Levi Jg. 1882 Flucht 1936 USA überlebt | 8. Mai 2012   |      |           |
| Alte Mainstraße 18 Standort   | Selma David                  | Hier wohnte Selma David Jg. 1914 Flucht 1936 USA überlebt | 8. Mai 2012   |      |           |
| Kirchgrabenstraße 18 Standort | PH OFFENHEIMER               | Cellulose und Papierfabrik PH OFFENHEIMER 1886–1938 Gegründet von Philipp Offenheimer 1861–1930 Zwangsverkauft 1938                                                      |               |      |           |
| Kirchgrabenstraße 18 Standort | LUCIE OFFENHEIMER            | Hier Arbeitete LUCIE OFFENHEIMER Geb. Massenbach JG. 1868 Zwangsverkauf der Firma 1938 Flucht 1938 USA Überlebt                                                          |               |      |           |
| Kirchgrabenstraße 18 Standort | ERNST OFFENHEIMER            | Hier Arbeitete ERNST OFFENHEIMER JG. 1868 Zwangsverkauf der Firma 1938 Flucht 1938 USA Überlebt                                                                          |               |      |           |
| Kirchgrabenstraße 18 Standort | DR. ELLY OFFENHEIMER         | Hier Arbeitete DR. ELLY OFFENHEIMER Geb. SPIRO JG. 1903 Flucht 1938 USA Überlebt                                                                                         |               |      |           |
| Kirchgrabenstraße 18 Standort | MARIE THERESE BLOCH          | Hier Arbeitete MARIE THERESE BLOCH Geb. Offenheier JG. 1890 Flucht 1938 USA Überlebt                                                                                     |               |      |           |
| Kirchgrabenstraße 18 Standort | DR. SIEGFRIED BLOCH          | Hier Arbeitete DR. SIEGFRIED BLOCH JG. 1882 Zwangsverkauf der Firma 1938 Flucht 1938 USA Überlebt                                                                        |               |      |           |
| Kirchgrabenstraße 18 Standort | ELEN BLOCH                   | Hier Arbeitete ELEN BLOCH JG. 1913 Schicksal Unbekannt |               |      |           |
| Kirchgrabenstraße 18 Standort | GERTRUDE BLOCH               | Hier Arbeitete GERTRUDE BLOCH JG. 1918 Flucht 1938 USA Überlebt |               |      |           |
| Langgasse 3 Standort          | Friedrich Ludwig Hahn        | Hier wohnte Friedrich Ludwig Hahn Jg. 1904 verhaftet 1938 Buchenwald flucht 1939 Philippinen deportiert 1943 Überlebt                                                    |               |      |           |
| Langgasse 3 Standort          | Willi Manfred Hahn           | Hier wohnte Willi Manfred Hahn Jg. 1905 flucht 1939 Venezuela Überlebt                                                                                                   |               |      |           |
| Langgasse 3 Standort          | Else Hahn                    | Hier wohnte Else Hahn Geb. Mamroth Jg. 1909 flucht 1939 Venezuela Überlebt                                                                                               |               |      |           |
| Langgasse 3 Standort          | Bernhard Hahn                | Hier wohnte Bernhard Hahn Jg. 1876 flucht 1939 Venezuela Überlebt |               |      |           |
| Langgasse 3 Standort          | Eugenie Hahn                 | Hier wohnte Eugenie Hahn Geb. Metzger Jg. 1877 flucht 1939 Venezuela Tot 21.4.1941                                                                                       |               |      |           |
| Langgasse 3 Standort          | Kurt Hahn                    | Hier wohnte Kurt Hahn Jg. 1899 flucht 1939 Brasilien Überlebt |               |      |           |
| Neugasse 1 Standort           | Frieda Schweinhardt          | Hier wohnte Frieda Schweinhardt Jg. 1911 eingewiesen 13.2.1941 Heilanstalt Eichberg 'verlegt' 29.4.1941 Hadamar ermordet 29.4.1941 Aktion T4                             | 16. Mai 2015  |      |           |
| Neugasse 3 (Standort)         | Betty Abraham                | Hier wohnte Betty Abraham Geb. Löwenstein Jg. 1875 deportiert 1943 Ermordet in Auschwitz                                                                                 |               |      |           |
| Neugasse 3 (Standort)         | Selma Grünebaum              | Hier wohnte Selma Grünebaum Geb. Abraham Jg. 1903 deportiert 1940 GURS Ermordet 1942 in Auschwitz                                                                        |               |      |           |
| Neugasse 3 (Standort)         | Günter Simon Grünebaum       | Hier wohnte Günter Simon Grünebaum Jg. 1928 Kindertransport 1939 England Überlebt                                                                                        |               |      |           |
| Neugasse 6 (Standort)         | Karoline Weil                | Hier wohnte Karoline Weil Jg. 1853 Tot 6.10.1934 |               |      |           |
| Neugasse 6 (Standort)         | Ludwig Weil                  | Hier wohnte Ludwig Weil Jg. 1887 Flucht 1938 USA Überlebt |               |      |           |
| Neugasse 6 (Standort)         | Sidonie Weil                 | Hier wohnte Sidonie Weil Geb. Schuster Jg. 1890 Flucht 1938 USA Überlebt                                                                                                 |               |      |           |
| Neugasse 6 (Standort)         | Lucie Kornsand               | Hier wohnte Lucie Kornsand Geb. Weil Jg. 1913 Flucht 1937 USA Überlebt                                                                                                   |               |      |           |
| Neugasse 6 (Standort)         | Josef Weil                   | Hier wohnte Josef Weil Jg. 1914 Flucht 1937 USA Überlebt |               |      |           |
| Neugasse 6 (Standort)         | Lothar Weil                  | Hier wohnte Lothar Weil Jg. 1916 Flucht 1937 USA Überlebt |               |      |           |
| Neugasse 6 (Standort)         | Siegbert Weil                | Hier wohnte Lothar Weil Jg. 1918 Flucht 1938 USA Überlebt |               |      |           |
| Neugasse 10 (Standort)        | Johanna Schwarz              | Hier wohnte Johanna Schwarz Geb. Eskeles Jg. 1879 deportiert 1941 Minsk ???                                                                                              |               |      |           |
| Neugasse 10 (Standort)        | Adolf Schwarz                | Hier wohnte Adolf Schwarz Jg. 1872 Gedemütigt/Entrechtet Flucht in den Tod 9.1.1939                                                                                      |               |      |           |
| Neugasse 10 (Standort)        | Selma Gotthilf               | Hier wohnte Selma Gotthilf Geb. Schwarz Verw. Löwenberg Jg. 1900 deportiert 1941 Minsk ???                                                                               |               |      |           |
| Neugasse 10 (Standort)        | Wally Löwenberg              | Hier wohnte Wally Löwenberg Jg. 1922 deportiert 1941 Minsk ??? |               |      |           |
| Neugasse 38 Standort          | Seifenfabrik J. Chr. Höffler | Seifenfabrik J. Chr. Höffler gegründet von Marius Lang 1873 Zwangsverkauf 1938                                                                                           | 29. Apr. 2013 |      |           |
| Neugasse 38 Standort          | Ludwig Lang                  | Hier arbeitete Ludwig Lang Jg. 1874 Zwangsverkauf der Firma 1938 gedemütigt/entrechtet tot Jan. 1938                                                                     | 29. Apr. 2013 |      |           |
| Neugasse 38 Standort          | Ferdinand Lang               | Hier arbeitete Ferdinand Lang Jg. 1877 Zwangsverkauf der Firma 1938 Flucht 1939 USA überlebt                                                                             | 29. Apr. 2013 |      |           |
| Neugasse 38 Standort          | Paula Lang                   | Hier arbeitete Paula Lang Jg. 1881 Zwangsverkauf der Firma 1938 deportiert 1941 Ghetto Łodz ???                                                                          | 29. Apr. 2013 |      |           |
| Neugasse 38 Standort          | Erich Marx                   | Hier lernte Erich Marx Jg. 1919 Flucht 1936 England überlebt | 29. Apr. 2013 |      |           |
| Privatstraße 10 Standort      | Babette Gutheim              | Hier wohnte Babette Gutheim geb. Abraham Jg. 1874 deportiert 1942 Theresienstadt tot 6.9.1942                                                                            | 29. Apr. 2013 |      |           |
| Privatstraße 10 Standort      | Jakob Gutheim                | Hier wohnte Jakob Gutheim Jg. 1869 gedemütigt/entrechtet tot 21.1.1937                                                                                                   | 29. Apr. 2013 |      |           |
| Privatstraße 10 Standort      | Moritz Gutheim               | Hier wohnte Moritz Gutheim Jg. 1902 Schutzhaft 1938 Buchenwald Flucht 1939 USA überlebt                                                                                  | 29. Apr. 2013 |      |           |
| Privatstraße 10 Standort      | Johanna Gutheim              | Hier wohnte Johanna Gutheim geb. Hamburger Jg. 1907 Flucht 1940 USA überlebt                                                                                             | 29. Apr. 2013 |      |           |
| Wehrstraße 10 Standort        | Edgar Hirsch                 | Hier wohnte Edgar Hirsch Jg. 1913 im Widerstand verhaftet 1934 Gerichtsgefängnis Frankfurt/Main entlassen 1935 interniert 1945 Arbeitslager Blankenburg befreit/überlebt | 29. Apr. 2013 |      |           |